# Les Cabanyes
Les Cabanyes – gmina w Hiszpanii, w prowincji Barcelona, w Katalonii, o powierzchni 1,19 km². W 2011 roku gmina liczyła 947 mieszkańców.